# Гуло, Алексей Валерьевич
Алексей Валерьевич Гуло (15 октября 1973, Минск, Белорусская ССР, СССР) — российский футболист.

## Биография
Воспитанник ленинградской футбольной школы «Смена». В 1993 году провел сезон в команде «ВИКО-Выборг» на первенство КФК Северо-Запада. В 1994 играл за «Металлург» из Пикалёво, который выступал в Третьей лиге. В 1995 году выступал в чемпионате Ленинградской области за выборгский «Фаворит», а в 1996 играл за клуб в четвёртом дивизионе.
В 1997 перебрался в Финляндию, где играл за КТП из города Котка. В 1999 году вместе с клубом вышел в Вейкаусслигу, однако через сезон клуб покинул высший дивизион. В 2000 году играл в финале Кубка Финляндии. В 2001 перешёл в клуб «Куусанкоски». В 2002 Гуло вернулся в КТП и клуб вновь вернулся в элитный дивизион. В 2005 году играл в «Ракуунате».
После окончания футбольной карьеры в Финляндии вернулся в Выборг, где играл и тренировал неоднократного чемпиона Ленинградской области клуб «Фаворит».